# Julie Chu
Julie Wu Chu (* 13. März 1982 in Bridgeport, Connecticut) ist eine ehemalige US-amerikanische Eishockeyspielerin chinesischer Herkunft, die zahlreiche Medaillen mit der Nationalmannschaft der USA bei Weltmeisterschaften und Olympischen Winterspielen gewonnen hat. Zwischen 2010 und 2017 spielte sie für Les Canadiennes de Montréal in der Canadian Women’s Hockey League und gewann mit dieser Mannschaft dreimal den Clarkson Cup. Seit 2007 arbeitet sie parallel als Trainerin, seit 2016 als Cheftrainerin der Concordia University.

## Karriere
Julie Chus Vater Wah stammt aus der Volksrepublik China und emigrierte mit seiner Mutter im Alter von einem Jahr zunächst nach Hongkong, 1967 dann nach New York City. Dort lernte Wah seine spätere Frau Miriam kennen, die Halb-Chinesin, Halb-Puerto-Ricanerin ist und mit der heute er drei Kinder hat. Julie Chu spielte als Kind Fußball und trainierte Eiskunstlauf, bevor sie mit dem Eishockeysport begann. 2001 schloss sie die Highschool ab und schrieb sich an der Harvard University ein.
2007 beendete sie ihr Studium mit einem Abschluss in Psychologie.

## Erfolge und Auszeichnungen
- 2007 Bob Allen Women’s Player of the Year Award (USA Hockey)
- 2009 WWHL-Meister mit den Minnesota Whitecaps
- 2010  Gewinn des Clarkson Cups mit den Minnesota Whitecaps
- 2010 Most Valuable Player des Clarkson-Cup-Turniers
- 2011 Gewinn des Clarkson Cups mit den Stars de Montréal
- 2012 Gewinn des Clarkson Cups mit den Stars de Montréal
- 2017 Gewinn des Clarkson Cups mit Les Canadiennes de Montréal

### NCAA
- 2007 Patty Kazmaier Memorial Award
- 2008 NCAA-Division-I-Championship mit der University of Minnesota Duluth (als Assistenztrainerin)

### Rekorde
Julie Chu hält die NCAA-Rekorde für Karriere-Assists (197).

### International

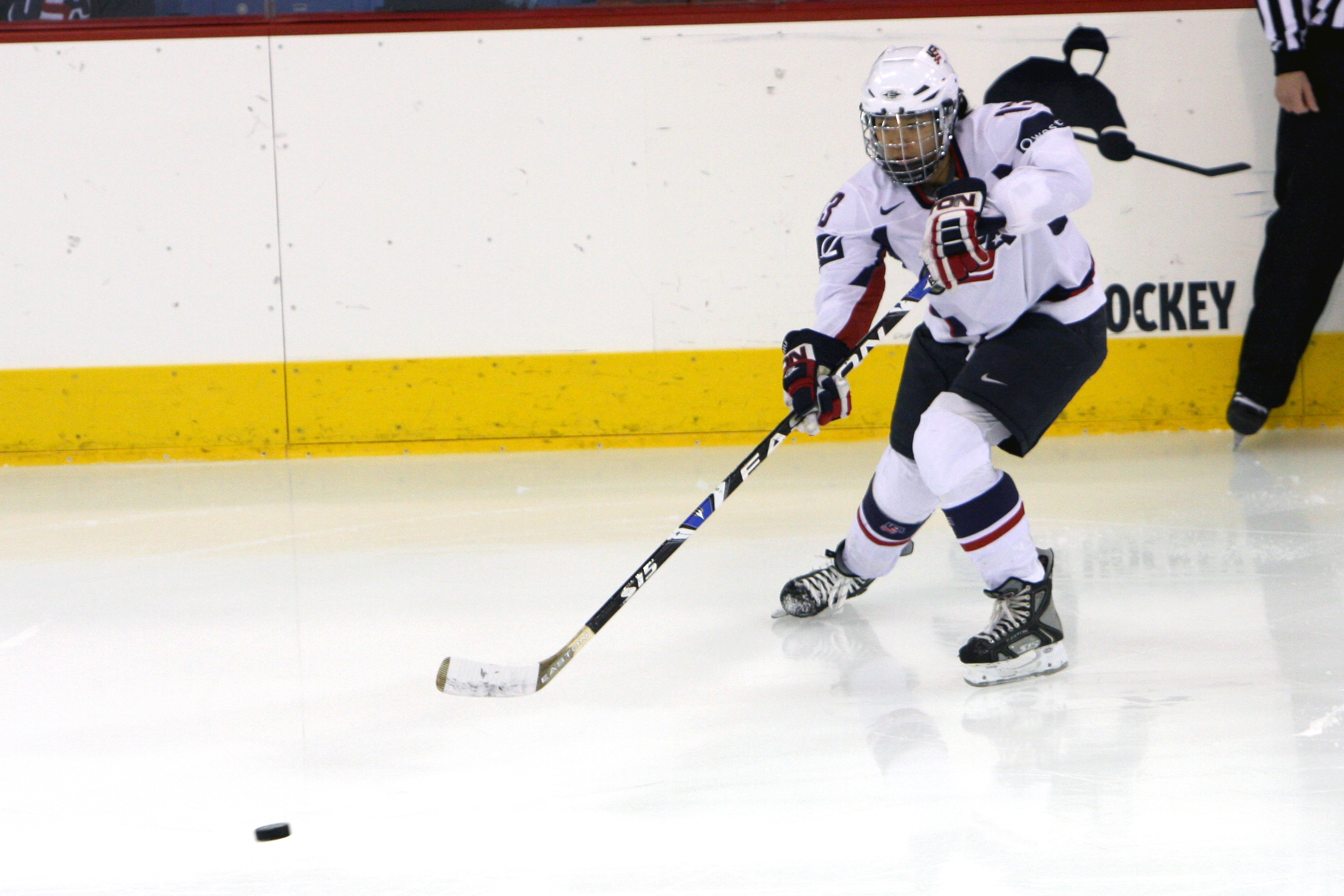
Julie Chu im Nationaltrikot, 2010

| - 2001 Silbermedaille bei der Weltmeisterschaft - 2002 Silbermedaille bei den Olympischen Winterspielen - 2004 Silbermedaille bei der Weltmeisterschaft - 2005 Goldmedaille bei der Weltmeisterschaft - 2006 Bronzemedaille bei den Olympischen Winterspielen - 2007 Silbermedaille bei der Weltmeisterschaft - 2008 Goldmedaille bei der Weltmeisterschaft - 2009 Goldmedaille bei der Weltmeisterschaft | - 2009 All-Star-Team der Weltmeisterschaft - 2009 Topscorerin der Weltmeisterschaft mit 10 Punkten (5 Tore, 5 Assists) - 2010 Silbermedaille bei den Olympischen Winterspielen - 2011 Goldmedaille bei der Weltmeisterschaft - 2012 Silbermedaille bei der Weltmeisterschaft - 2013 Goldmedaille bei der Weltmeisterschaft - 2014 Silbermedaille bei den Olympischen Winterspielen |

## Karrierestatistik

### International
(Legende zur Spielerstatistik: Sp oder GP = absolvierte Spiele; T oder G = erzielte Tore; V oder A = erzielte Assists; Pkt oder Pts = erzielte Scorerpunkte; SM oder PIM = erhaltene Strafminuten; +/− = Plus/Minus-Bilanz; PP = erzielte Überzahltore; SH = erzielte Unterzahltore; GW = erzielte Siegtore; 1 Play-downs/Relegation; Kursiv: Statistik nicht vollständig)

## Privates
Chu ist mit der Eishockeyspielerin Caroline Ouellette verheiratet. Im November 2017 gab das Paar die Geburt ihrer ersten Tochter bekannt.